# 茭陵乡
茭陵乡，是中华人民共和国江苏省淮安市淮安区下辖的一个乡镇级行政单位。2018年7月撤消，并入苏嘴镇。

## 行政区划
茭陵乡下辖以下地区：
章洼村、章桥村、章集村、黄庄村、东荡村、高荡村、联合村、邵葛村、果园村、茭陵村和大胡村。